# Priscilla Lane
Priscilla Lane (ur. 12 czerwca 1915 w Indianoli, zm. 4 kwietnia 1995 w Andover) – amerykańska aktorka filmowa i teatralna oraz piosenkarka, najmłodsza siostra w rodzinnym składzie Lane Sisters. Jej najsłynniejsze role pochodzą z filmów Burzliwe lata dwudzieste (1939) Raoula Walsha z Jamesem Cagneyem i Humphreyem Bogartem w rolach głównych, Sabotaż (1942) Alfreda Hitchcocka i adaptacji broadwayowskiej sztuki Arszenik i stare koronki (1944) Franka Capry, gdzie wystąpiła u boku Cary’ego Granta. Na wielkim ekranie prezentowała swój talent wokalny i taneczny, słynąc z naturalnej urody oraz ciepłej barwy głosu.

## Wybrana filmografia
- 1938: Cztery córki jako Ann Lemp
- 1939: Burzliwe lata dwudzieste jako Jean Sherman
- 1939: Cztery żony jako Ann Lemp Dietz
- 1942: Sabotaż jako Patricia Martin
- 1944: Arszenik i stare koronki jako Elaine Harper
- 1948: Bodyguard jako Doris Brewster